# Bitjvinta
Uppslagsordet "Pitsunda" leder hit. Ej att förväxla med Pitsund.

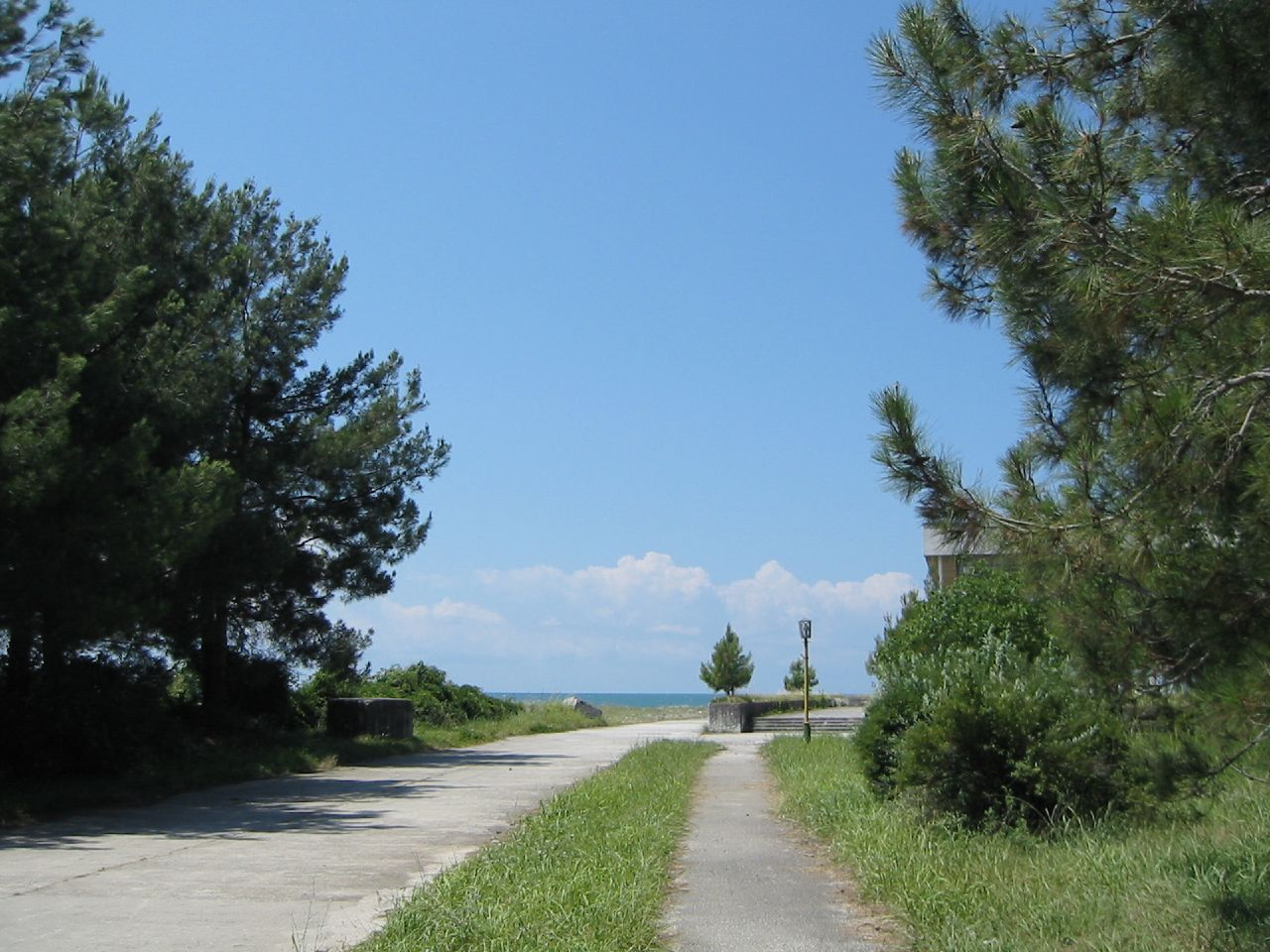
Strandpromenad i Bitjvinta.

Bitjvinta (georgiska: ბიჭვინთა), eller Pitsunda (abchaziska: Пиҵунда), är en daba (stadsliknande ort) och kurort i distriktet Gagra i Abchazien i nordvästra Georgien. Den ligger vid vid Svarta havets kust, 25 kilometer söder om Gagra. Den hade 10 146 invånare enligt folkräkningen 1989, men denna siffra antas ha minskat kraftigt till följd av kriget på 1990-talet och uppgick till 4 198 personer enligt folkräkningen 2011.
Den grundades av greker på 400-talet f.Kr. som en handelskoloni (Πιτυος; Pityous eller Pitiunt). Utgrävningar i området har uppdagat lämningarna efter tre 300-talskyrkor och ett badhus med enastående mosaikgolv. Av den tidigare hamnen i den antika staden återstår numera endast en insjö inne i staden. Metropoliten av Pityous var närvarande vid kyrkomötet i Nicaea år 325. Sankt Johannes Chrysostomos landsförvisades till staden och dog strax utanför dess kust år 407. På 500-talet var staden en av de främsta politiska och religiösa centrumen i kungadömet Egrisi (Lazica). Staden blev säte för en ärkebiskop år 541.
Området blev på 700-talet del av kungadömet Abchazien, och på 900-talet av Georgien. I slutet av 900-talet uppförde kung Bagrat III en ansenlig katedral i staden i vilken det än idag återfinns spår av muralmålningar från 1200- och 1500-talen. Staden var också säte för det georgisk-ortodoxa katholikatet i Abchazien tills sent 1500-tal då området kom under osmansk överhöghet. Från 1200- till 1400-talet fanns där en genuesisk handelskoloni kallad Pezonda. I början av 1800-talet tillföll orten Ryssland. Under Krimkriget stod den 9 november 1853 utanför stadens kust slaget vid Pitsunda.
Bitjvinta har blivit en populär turistort bland ryska turister om sommaren.